# Bisdom Latina-Terracina-Sezze-Priverno
Het bisdom Latina-Terracina-Sezze-Priverno (Latijn: Dioecesis Latinensis-Terracinensis-Setina-Privernensis; Italiaans: Diocesi di Latina-Terracina-Sezze-Priverno) is een in Italië gelegen rooms-katholiek bisdom met zetel in de stad Latina in de gelijknamige provincie. Het bisdom is 1372 km² groot. Het staat als immediatum onder rechtstreeks gezag van de Heilige Stoel.
In 2021 telde het bisdom 317.000 katholieken op een total bevolking van 330.000 (of 96,1%). Het bisdom telde toen 83 parochies, 80 diocesane priesters en 22 permanente diakens.

## Geschiedenis
Het bisdom Terracina werd in de 1e eeuw opgericht en werd onder direct gezag van de Heilige Stoel gesteld. Op 17 januari 1217 werd het bisdom door paus Honorius III met de bul Hortatur nos samengevoegd met de bisdommen Sezze en Priverno. Op 12 september 1967 werd de naam van het bisdom Terracina, Priverno en Sezze veranderd in bisdom Terracina-Latina, Priverno en Sezze. Op 30 september 1986 werd door de Congregatie voor de Bisschoppen met het decreet Instantibus votis de naam van het bisdom veranderd in Latina-Terracina-Sezze-Priverno.

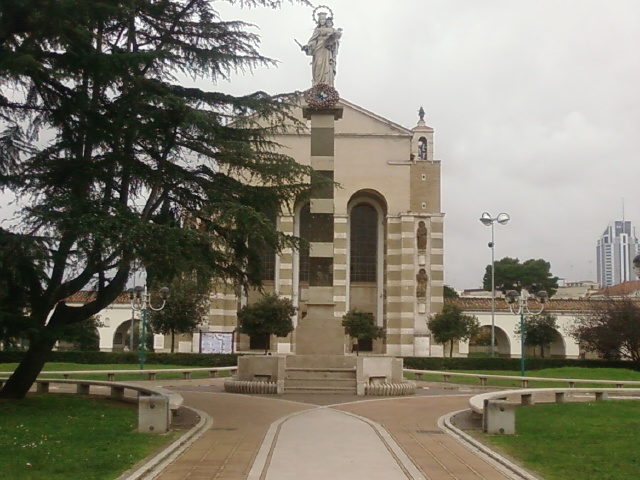
Kathedraal van Latina
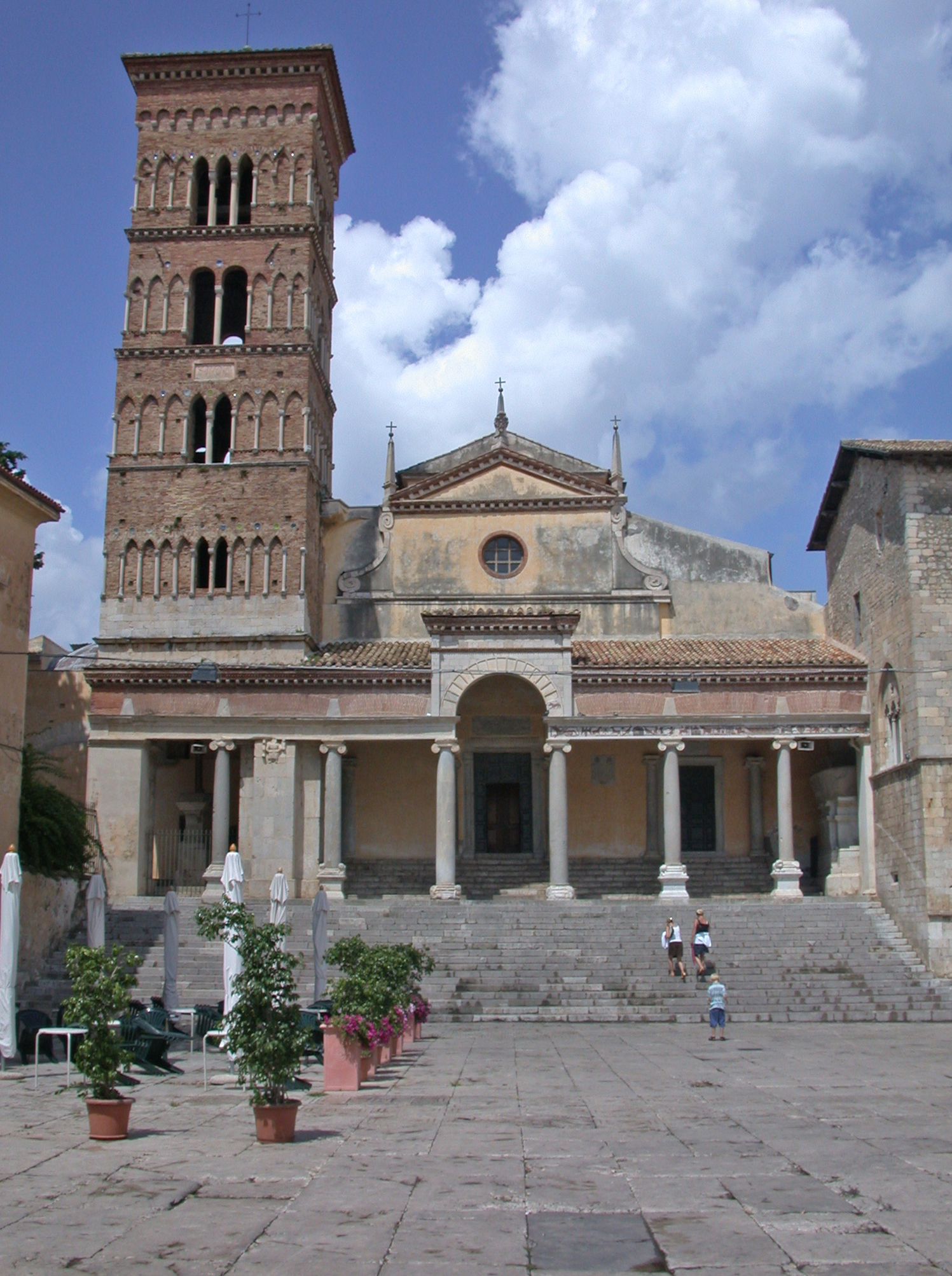
Cokathedraal van Terracina

## Bisschoppen
Sinds 1900:
- Domenico Ambrosi (1899-1921)
- Salvatore Baccarini, C. R. (1922-1930)
- Pio Leonardo Navarra, O.F.M. Conv. (1932-1951)
- Emilio Pizzoni (1951-1966)
- Arrigo Pintonello (1967-1971)
- Enrico Romolo Compagnone, O.C.D. (1972-1983)
- Domenico Pecile (1983-1998)
- Giuseppe Petrocchi (1998-2013)
- Mariano Crociata (2013-)